# Église de la Nativité-de-Notre-Dame de Vezet
L'église de la Nativité-de-Notre-Dame est une église catholique située à Vezet, en France.

## Localisation
L'église est située sur la commune de Vezet, dans le département français de la Haute-Saône.

## Historique
L'édifice est inscrit au titre des monuments historiques en 2009.